# En moderne Kleopatra
En moderne Kleopatra (originaltitel Lawful Larceny) er en amerikansk stumfilm fra 1923 af Allan Dwan.

## Medvirkende
- Hope Hampton som Marion Dorsey
- Conrad Nagel som Andrew Dorsey
- Nita Naldi som Vivian Hepburn
- Lew Cody som Guy Tarlow
- Russell Griffin som Sonny Dorsey
- Yvonne Hughes som Billy Van de Vere
- Dolores Costello